# Éducateur spécialisé
 (mai 2023).
Si vous disposez d'ouvrages ou d'articles de référence ou si vous connaissez des sites web de qualité traitant du thème abordé ici, merci de compléter l'article en donnant les références utiles à sa vérifiabilité et en les liant à la section « Notes et références ».
Pour les articles homonymes, voir Éducateur.
L’éducateur spécialisé ou éducatrice spécialisée mène ses actions selon des connaissances, des valeurs, un savoir-faire et un savoir-être qui visent à permettre à une personne en difficulté d’agir sur elle-même et sur son environnement afin que sa condition sociale, éducative, psychique, matérielle ou de santé s’améliore dans un but immédiat ou plus lointain.

## Description
L’éducateur spécialisé est un travailleur social qui accompagne différents publics en difficultés. Il concourt à l’éducation d’enfants et d’adolescents ou au soutien d’adultes présentant un handicap, des troubles du comportement ou des difficultés d’insertion sociale, professionnelle,…. Il accompagne toutes personnes ayant des difficultés sociales. Il peut également travailler avec des personnes ayant des problèmes d'addictions, auprès de femmes victimes de violence conjugale, de migrants, de sans abris, etc. Par le soutien qu’il apporte et par les projets qu’il élabore, il aide les personnes en difficulté à restaurer ou à préserver leur autonomie, à développer leurs capacités de socialisation, d’intégration et d’insertion.
Il favorise également les actions de prévention. Son intervention se situe aussi bien dans le champ du handicap, de la protection de l’enfance, de l’insertion sociale et professionnelle qu'au niveau de la prévention spécialisée. Il est également de plus en plus appelé à intervenir dans le cadre de projets de développement local.
À titre d'exemple, l'éducateur spécialisé peut être amené à intervenir auprès : 
- de mineurs en danger ou en risque de danger ;
- de parents en grande difficulté dans l'exercice de leur autorité parentale ou de l'exercice de leur parentalité ;
- de mineurs ou d'adultes en situation de handicap sensoriel, moteur, cognitif, ou psychique ;
- de mineurs, d'adultes ou de familles en situation ou en risque d'exclusion sociale (personnes à la rue, familles expulsées ou sans logement, chômeurs, personnes au RSA, travailleurs pauvres…) ;
- de mineurs ou d'adultes en situation de réinsertion sociale (personnes sortantes de détention, aménagement de peine, etc.) ;
- de mineurs ou d'adultes victimes d'infractions pénales (maltraitance, violence, violence conjugale, inceste…) ;
- de personnes vieillissantes et confrontées à une grande dépendance (Alzheimer, démence…).

## Un métier défini par un référentiel professionnel
Le métier d'éducateur spécialisé ainsi que les conditions de certification et de formation sont définis en France par un référentiel professionnel annexé à l'arrêté du 20 juin 2007 relatif au diplôme d’État d'éducateur spécialisé.

## Responsabilités

### Responsabilité professionnelle
L'éducateur spécialisé est responsable devant la loi, devant la personne, devant ses pairs, devant son employeur, de l'action qu'il réalise dans l'exercice de son activité professionnelle et des missions qui lui sont confiées. Sa responsabilité professionnelle est engagée dans le sens où son action implique une prise de décisions, qui l'oblige à rendre compte de ses actes et de ses résultats.

### Responsabilité envers la société
L'éducateur spécialisé a une responsabilité envers la société du fait de la fonction qu'il occupe et des missions qu'il accomplit quotidiennement dans le sens de l'intérêt général. 
L'éducateur spécialisé a la responsabilité de mettre en œuvre dans la limite de ses compétences professionnelles tous les moyens dont il dispose pour que la vie des usagers dont il s'occupe ou leurs conditions de vie leur soient les plus favorables, y compris lorsque leur état de santé, ou les difficultés qu'ils rencontrent s'aggravent. 
De la qualité de son action professionnelle dépend l'impact de cette action sur la collectivité et la cohésion sociale.

### Responsabilité envers la personne
La responsabilité professionnelle de l'éducateur spécialisé envers la personne intervient :
- dans les moyens qu'il met personnellement en œuvre pour que la personne accède à la liberté et à l'autonomie ;
- dans sa capacité à prendre en compte ses difficultés en fonction de son histoire et de son projet ;
- dans le recours à un processus en mesure de les résorber ;
- dans sa capacité individuelle de compréhension et de définition d'un cadre adapté pour conduire son action avec conscience et justesse ;
- dans le soin qu'il apporte à évaluer les situations avec mesure et vigilance de manière à identifier et circonscrire les phénomènes de stigmatisation ;
- dans le respect du secret professionnel et de la confidentialité.

### Responsabilité envers l'employeur
L'éducateur spécialisé remplit consciencieusement son contrat de travail. Il respecte la durée du temps de travail et les horaires tout comme le règlement intérieur du service ou de l'établissement dans lequel il exerce son activité professionnelle. 
L'éducateur spécialisé doit refuser de faire des actes qui pourraient nuire à la réputation où au bon fonctionnement de l'établissement ou du service qui l'emploie. Il reste discret concernant les informations dont il a connaissance du fait de sa fonction et dont la divulgation à des tiers serait préjudiciable à l'employeur.
L'éducateur spécialisé ne doit pas faire une utilisation non autorisée de la propriété de l'employeur dans des buts privés. Il ne doit ni offrir ni accepter d'avantages en nature quels qu'ils soient.

## Fondement éthique
L'éducateur spécialisé fait le pari de l'éducabilité de tous. En ce sens, pour l'éducateur spécialisé, l'avenir des personnes pour et avec qui il mène une action éducative ou sociale ne peut être condamné du fait de leur passé, de ce qu'elles ont commis, ou de leur état de santé.
Il met en œuvre toutes les connaissances dont il dispose et toute son imagination pour y parvenir. Mais l'éducateur spécialisé accepte aussi définitivement que les personnes pour et avec qui il mène une action éducative ou sociale échappent à son projet, se dégagent de son influence, ne soient pas reconnaissantes, sans, pour autant, leur en vouloir ni abandonner sa détermination.
Il agit avec la même conscience professionnelle, sans distinction aucune, quelles que soient leur origine, leur handicap, leur état de santé, leurs mœurs, leur situation de famille, leur appartenance à une ethnie, une nation, leur religion, leur opinion politique, leur orientation sexuelle, leur réputation, ce qu’elles représentent, les sentiments qu'il peut éprouver à leur égard, ou leur situation administrative de séjour en France.

### un travailleur social
L'éducateur spécialisé est un travailleur social qui travaille avec la personne et l’ensemble de son environnement. Il coordonne et référence l’ensemble des retours de tous les acteurs qui interviennent autour de la personne accompagnée. C'est pourquoi, il est indispensable d’avoir l’esprit d’équipe et d’apprécier le travail en réseau et partenariat.
Il est important de préciser que les appellations peuvent varier selon les pays. Ainsi, au Canada, un Travailleur Social (TS) est une profession réservée par un Ordre professionnel, l'équivalent, en France, de l'Assistant de service social (ASS). Un Travailleur social, en France, est une appellation qui regroupe l'ensemble des travailleurs du milieu social et éducatif.
Les différences professionnelles entre ces métiers tendent du reste à se réduire, en France, dans le contexte controversé de la réforme des diplômes du champ socio-éducatif et dans certains secteurs d'intervention comme celui de l'insertion sociale et professionnelle ou celui des addictions et de la réduction des risques. 

### En France
Il existe de nombreux domaines d'intervention des éducateurs spécialisés. Dans le champ le plus représenté, la protection de l'enfance, on peut citer notamment :

#### Éducateurs spécialisés en maison d'enfants à caractère social
Les Maisons d'enfants à caractère social (MECS) sont des structures qui relèvent du champ de l'assistance éducative. Les maisons d'enfants accueillent des enfants soit au titre d'une ordonnance du juge des enfants (une Mesure d'Assistance Éducative (MAE), ou une Ordonnance de Placement Provisoire (OPP)) soit au terme d'un contrat (un Accueil Provisoire (AP)) passé entre les parents et le service départemental d'aide sociale. Les éducateurs spécialisés qui y travaillent, souvent responsables de groupes d'enfants, centrent leur action sur un accompagnement dans la vie quotidienne, du lever au coucher, en passant par les trajets pour l'école ou les lieux de loisirs.

#### Éducateurs spécialisés en action éducative en milieu ouvert
L'action éducative en milieu ouvert (AEMO) est une mesure judiciaire civile (ordonnée par le Juge des enfants) au bénéfice d'un ou de plusieurs enfants d'une même famille. Son pendant administratif (suivi consenti et/ou demandé par les responsables légaux) est nommé Assistance Éducative à Domicile (AED). L'éducateur se pose comme médiateur entre les différentes institutions et la famille, qu'il accompagne de manière éducative. Il joue aussi un rôle de médiateur entre les différents acteurs de la famille.

#### Éducateurs spécialisés en prévention spécialisée
En prévention spécialisée (PS), bien que majoritairement sous contrat associatif, les éducateurs spécialisés et apparentés exercent leur travail dans le cadre d'une « mission de service public ». Concrètement, les éducateurs de prévention vont à la rencontre des jeunes dans leurs lieux de rencontres, principalement en extérieur, dans la rue et alentour. De ce fait, ils sont régulièrement appelés « éducateurs de rue ». L'histoire de ce champ d'intervention est marquée par une forte dimension militante qui continue à imprégner ces professionnels. Un parcours professionnel riche, des formations universitaires et un travail sur soi complètent souvent leur diplôme.

### En Belgique
En Belgique, les éducateurs spécialisés travaillent dans des milieux très variés. En matière d'aide à la jeunesse, on les retrouve dans les écoles, dans l'aide en milieu ouvert (AMO), Dans les centres de protection de l'enfance (SAAE), dans les centres fermés pour mineurs (IPPJ). Ils sont couramment engagés par des associations sans but lucratif (ASBL) œuvrant dans différents milieux (prostitution, sans-abris, sans papiers, toxicomanie, handicap, 3e âge, etc.). Le spectre d'action des éducateurs spécialisés est très large. Bien que le diplôme soit identique et la formation polyvalente, ils s'orientent dès leurs études vers une spécialité, en fonction de leur sensibilité ou de leurs expériences professionnelles. Les éducateurs spécialisés ont bien souvent une mission pédagogique au quotidien et une mission de relais vers les spécialistes (médecins, juristes, assistants sociaux, médiateurs, etc.). Les appellations et les structures peuvent varier selon les régions ou les Communautés bien que les finalités soient les mêmes.
Sous certaines conditions, les éducateurs spécialisés belges sont susceptibles d'exercer leur activité professionnelle en France. 

#### Aide en milieu ouvert
Les services d'AMO (Aide en milieu ouvert), très variés, sont des structures d'aides et d'accompagnement destinées à la jeunesse. Ils s'inscrivent dans une politique de prévention de première ligne au sein du milieu de vie. L'aide proposée est non contraignante. La liste des actions menées par les services d'AMO ne pourrait pas être exhaustive ; en voici quelques exemples : aide à la réalisation de projets (sportifs, culturels, professionnels), aide administrative (démarches, CV), accompagnement juridique, animations pédagogiques, préventions des risques, éducation à la citoyenneté, travail de rue, etc.

#### Aide à la jeunesse et protection de l'enfance
Dans le cadre de mesures liées à la protection de l'enfance, différentes structures peuvent être mandatées par les tribunaux de la jeunesse. La plupart de ces structures engagent des éducateurs spécialisés pour l'accompagnement et l'encadrement des jeunes. On peut distinguer trois types de structures : 
- Les structures non résidentielles :

Ces structures travaillent sur mandat et engagent des éducateurs pour l'accompagnement de mineurs. Il s'agit d'une aide dans le milieu familial ou d'un accompagnement vers une mise en autonomie.
- Les structures résidentielles :

Ces structures accueillent des mineurs en danger pour des périodes plus ou moins longues (selon les problématiques et leur évolution). Différentes structures existent selon les problématiques : accueil d'urgence, aide psychiatrique, placement extra-familial de court ou long terme, mise en autonomie, etc.
- Les structures publiques :

Il y a essentiellement une seule structure publique d'aide à la jeunesse qui emploie des éducateurs : celle des I.P.P.J. (Institutions Publiques de Protection de la Jeunesse). Il s'agit de centre accueillant des mineurs ayant commis des délits. 

#### Contrats de sécurité et de prévention
Les contrats de sécurité et de prévention ont la particularité d'être adaptés par les communes pour leurs besoins. Bon nombre de grandes villes possèdent par ce biais un service d'éducateurs de rue. Ceux-ci effectuent des zonages, font un travail de première ligne et de relais. Selon les besoins des communes, l'accent peut être mis sur différente problématiques telles que l'aide à la jeunesse, la cohésion sociale, la toxicomanie, etc.
En plus de ces services d'éducateurs de rue, certaines communes ont créé des structures pluridisciplinaires spécialisées sur des problématiques plus précises.

#### Handicap
Que ce soit dans des structures résidentielles ou non, les éducateurs travaillent autour de l'autonomie et de l'accompagnement au quotidien des personnes.

#### Les associations sans but lucratif
Certaines association sans but lucratif (ASBL) ont une mission sociale ou d'aide aux personnes. Elles reçoivent généralement des subventions de l'Etat. Leurs champs d'action sont extrêmement variés. Par exemple, l'autonomisation des personnes handicapées, l'accompagnement des prostitué(e)s, l'accueil et la prévention en toxicomanies, etc. Le statut d'ASBL n'est qu'un statut juridique. Certaines institutions citées plus haut sont structurées en ASBL.